# ジャズ・ラップ
ジャズ・ラップ（jazz rap）またはジャズ・ヒップホップ（jazz hip hop）とは、ラップのジャンルの1つである。1980年代後半に、ジャズとラップが融合して生まれたジャンルで、ダークなジャズ・トラックにラップを乗せるスタイルが一般的である。先駆者は、ギャング・スター等。